# الدمينة (الحديدة)

تعديل مصدري - تعديل

الدمينة هي إحدى قرى مديرية زبيد، التابعة لمحافظة الحديدة اليمنية، بلغ تعداد سكانها 1819 نسمة حسب الإحصاء الذي جرى عام 2004.